# Théodore Barrière

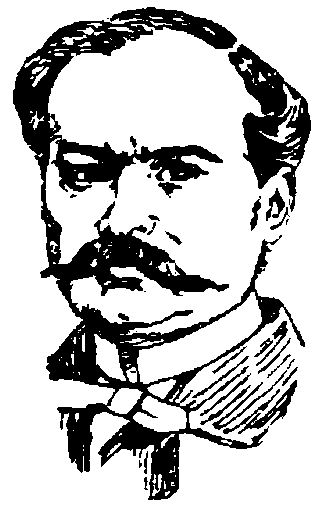
Zeichnung von Theodore Barrière, um 1898

Théodore Barrière (* 16. April 1821 oder 16. April 1823 in Paris; † 16. Oktober 1877 ebenda) war ein französischer Dramatiker.

## Leben
Barrière war erst längere Jahre mit geografischen Arbeiten im französischen Unterrichtsministerium beschäftigt, widmete aber seine Mußestunden frühzeitig dramatischen Arbeiten und hatte gleich Glück mit seinem ersten Stück: La Boisière, das 1843 im Palais Royal aufgeführt wurde.
Er trat darauf mit anderen schon bekannten Dramatikern in Association und bereicherte seitdem die französische Bühne mit unzähligen Theaterstücken, die zum Teil sehr beifällige Aufnahme fanden.

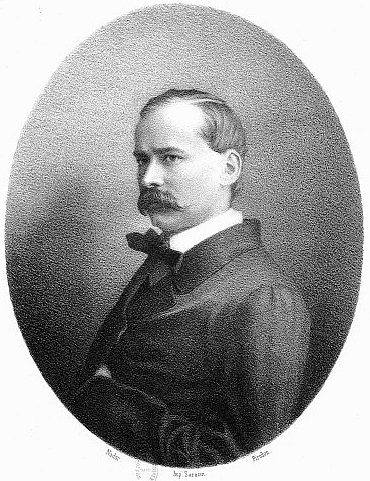
Photographie von Théodore Barrière (15. Mai 1861)

## Rezeption
Barrière war eines der bedeutendsten und vielseitigsten dramatischen Talente seiner Zeit, besonders stark in der Satire, die bei ihm einen eigentümlich bitteren Beigeschmack hatte. Sein Theaterstück Les faux bonshommes galt als eines der dramatischsten Sittengemälde des zweiten Kaiserreichs; sein Malheur aux vaincus wurde nach der Premiere zensiert und verboten.
Auch rührt der Typus des Räsonneurs, welcher in vielen modernen Stücken des französischen Theaters wie ein moralisierender Chorus die Handlung begleitet, von ihm her: Sein Desgenais blieb das anerkannte Muster dieser dankbaren Theaterfigur.

## Werke (Auswahl)
- Les pages de Louis XII. Vaudeville. Lacombe, Paris 1840.[1]
- Jeanne de Naples, ou la reine fantôme. Épisode de l’histoire de Naples, 1348; en un acte mêlé de chants. Pesron, Paris 1843 (zusammen mit Adolphe Pujol)[2]
- Rosiere et nourrice. Comédie-vaudeville en un acte. Gratiot, Paris 1842 (zusammen mit Louis F. Clairville).[3]
- Les trois femmes. Comédie en un acte. Beck, Paris 1844 (zusammen mit Maurice Saint-Aguet).[4]
- Le seigneur des broussailles. Comédie en trois actes. Beck, Paris 1845 (zusammen mit Georges Duval).[5]
- Les Charpentiers. Drame en qutre actes et cinq tableaux. Giroux & Vialat, Lagny 1847.[6]
- Les Chroniques bretonnes. Pièce fantastique en un acte. Beck, Paris 1847 (zusammen mit Clairville und Paul Faulquemont).[7]
- Un vilain monsieur. Vaudeville en un acte. Levy, Paris 1848 (zusammen mit Adrien Decourcelle).[8]
- Les douze travaux d’Hercule. Comédie en deux actes. Levy, Paris 1848 (zusammen mit Adrien Decourcelle).[9]
- La petite cousine. Comédie-vaudeville en un acte. Levy, Paris 1849 (zusammen mit Adrien Decourcelle).[10]
- Un duel chez Ninon. Comédie-vaudeville en un acte. Levy, Paris 1849 (zusammen mit Michel Carré).[11]
- La Vie de bohème. Pièce en cinq actes. Dondey-Dupré, Paris 1849 (frei nach Henri Murgers gleichnamigen Werk und mit dessen Hilfe).[12]
- Laurence. Drame en un acte. Mousson, Paris 1850 (zusammen mit Michel Carré und Jules Barbier).[13]
- Les métamorphoses de Jeannette. Vaudeville en un acte. Levy, Paris 1850 (zusammen mit Auguste Supersac).[14]
- Quand on attend sa belle. Vaudeville en un acte. Levy, Paris 1850 (zusammen mit Jean-François Bayard).[15]
- La plus belle nuit de la vie. Vaudeville en un acte. Levy, Paris 1850 (zusammen mit Michel Carré).[16]
- Un monsieur qui suit les femmes. Comédie-vaudeville en deux actes. Levy, Paris 1850 (zusammen mit Michel Carré).[17]
- L’enseignement mutuel. Vaudeville en un acte. Tresse, Paris 1851 (zusammen mit Adrien Decourcelle).[18]
- Midi à quatorze heures. Comédie-vaudeville en un acte. Levy, Paris 1851.[19]
- English exhibition. Comédie-vaudeville en deux actes. Beck, Paris 1851 (zusammen mit Eugène Grangé und Adrien Decourcelle).[20]
- Un roi de la mode. Comédie en trois actes. Levy, Paris 1851 (zusammen mit Adrien Decourcelle und Jules Barbier).[21]
- Tambour battant. Comédie-vaudeville en un acte. Levy, Paris 1851 (zusammen mit Adrien Decourcelle).[22]
- Le Piano de Berthe. Comédie en un acte. Levy, Paris 1852 (zusammen mit Jules Lorin).[23]
- Une petite fille de la Grande Armée. Comédie-vaudeville en deux actes. Beck, Paris 1852.[24]
- Une vegeance. Comédie-vaudeville en un acte. Beck, Paris 1852 (zusammen mit Adrien Decourcelle).[25]
- Les femmes de Gavarni. Scènes de la vie parisienne; trois actes et une mascerade. Edition Vialat, Lagny 1852 (zusammen mit Adrien Decourcelle und Léon Beauvallet).[26]
- La tête de Martin. Comédie en un acte. Levy, Paris 1852 (zusammen mit Eugène Grangè und Adrien Decourcelle).[27]
- La Boisiere. Drama en cinq actes. Levy, Paris 1853 (zusammen mit Louis-Adolphe Lambert-Thiboust).[28]
- Quand on veut tuer son chien. Proverbe en un acte. Daix, Clermont 1853 (zusammen mit Jules Lorin).[29]
- Manon Lescaut. Drame en cinq actes. Levy, Paris 1853 (zusammen mit Marc Fournier).[30]
- Die Marmorherzen oder: Von Athen nach Paris („Les filles de marbre“). Berlin 1853 zusammen mit Lambert Thiboust; ein Seitenstück zu Dumas’ Die Kameliendame („Dame aux camélias“; für die deutsche Bühne bearbeitet von Adolf Bahn, Musik von Thuiskon Hauptner, Berlin 1853).[31]
- Die Lilie im Thale. Drama in fünf Akten („Le Lys dans la vallée“). Lell, Wien 1854 (zusammen mit Théodore Barbier und Arthur de Beauplan).[32]
- L’ane mort. Drame en cinq actes. Levy, Paris 1853 (zusammen mit Adolphe Jaime).[33]
- La vie d’une comédienne. Drame en cinq actes et huit tableaux. Levy, Paris 1854 zusammen mit Auguste Anicet-Bourgeois.[34]
- La vie en rose. Pièce en cinq actes. Libraire Théâtrale, Paris 1854 (zusammen mit Henry de Kock).[35]
- Les bâtons dans les roues. Vaudeville en un acte. Daix, Clermont 1854.[36]
- Monsieur mon fils. Comédie-vaudeville en deux actes. Dondey-Dupré, Paris 1854 (zusammen mit Adrien Decourcelle).[37]
- Les Parisiens. Pièce en trois actes. Levy, Paris 1854.[38]
- L’histoire de Paris. Trois actes et 14 tableaux.Levy, Paris 1855 (zusammen mit Henry de Kock und Alexandre Fessy).[39]
- Les grand siècles. Pièce en trois actes et seize tableaux. Levy, Paris 1855 (zusammen mit Henry de Kock).[40]
- Les infidèles. Comédie en un acte. Levy, Paris 1856 (zusammen mit Auguste Anicet-Bourgeois).[41]
- Les toilettes tapageuses. Comédie en un acte. Levy, Paris 1856 (zusammen mit Alain Dumanoir).[42]
- Gemüthsmenschen. Komödie in vier Akten („Les faux bonhommes“). Entsch, Berlin 1894 (zusammen mit Théodore Barrière und Erneste Capendu; früherer Titel Biedermann und Consorten).[43]
- Le chateau des Ambrières. Drame en cinq actes et dix tableaux. Levy, Paris 1856 (zusammen mit Paul Taillade).[44]
- Mon ami l’habit vert. Vaudeville en un acte. Morris, Paris 1857 (zusammen mit Charles Cabot).[45]
- L' héritage de monsieur Plumet. Comédie en 4 actes. Librairie Théâtrale, Paris 1858 (zusammen mit Ernest Capendu).[46]
- Cendrillon. Comédie en 5 actes. Levy, Paris 1859.[47]
- Die Nervösen. Lustspiel in drei Acten („Les gens nerveux“). Kugel Verlag, Wien 1881.[48]
- Feuer in der Mädchenschule. Lustspiel in einem Aufzug („Le feu au couvent“). Reclam, Leipzig 1877.[49]
- Der Engel der Mitternacht. Phantastisches Drama in 6 Aufzügen („L’ange de minuit“). Hendel Verlag, Halle/Saale 1898 (zusammen mit Edouard Plouvier).[50]
- Der Dämon des Spiels. Schauspiel in 5 Aufzügen („Le démon du jeu“). Roeder, Berlin 1866 (zusammen mit Henri Crisafulli).[51]
- Les jocrisses de l’amour. Comédie en 3 actes. Levy, Paris 1865 (zusammen mit Lambert Thiboust).[52]
- Malheur aux vaincus. Pièce en 4 actes. Levy, Paris 1870.[53]
- La comtesse de Sommerige. Pièce en 4 actes. Levy, Paris 1872 (zusammen mit Adèle Régnault).[54]